# Eugène Rousseau
Eugène Isidore Rousseau (Jemappes, 18 december 1871 - Haine-Saint-Pierre, 1 augustus 1922) was gedurende korte tijd Belgisch volksvertegenwoordiger.

## Levensloop
Rousseau was de zoon van een grondwerker en dagloner en was het oudste kind in een gezin met acht kinderen. Hij volgde enkel lager onderwijs en ging op zijn elfde aan de slag in de glasblazerij van Mariemont. Vanaf 1885 werkte hij in de metaalateliers van Nicaise et Delcuve.
Vanwege zijn engagement in de Arbeidersliga van Jolimont werd Rousseau ontslagen op zijn werk. Hij was in Jolimont lid van de coöperatieve Le Progrès en was in 1889 betrokken bij de oprichting van La Sociale in Baume, een afscheuring van Le Progrès. Uiteindelijk keerde Rousseau terug naar deze coöperatieve, waar hij vanaf 1893 aan de slag was als bakker. Vanaf 1894 was hij als adjunct verbonden aan de directie van de coöperatieve, geleid door Théophile Massart. Na de dood van deze laatste in 1904 werd Rousseau secretaris van Le Progrès en later secretaris-generaal. 
Eugène Rousseau werd ook een actieve militant binnen de Belgische Werkliedenpartij en was actief binnen de Socialistische Jonge Wacht. Hij hield tevens bijeenkomsten om de onrechtvaardigheden rond de lotelingen die werden ingeloot voor de dienstplicht aan te kaarten en werd hiervoor in mei 1891 veroordeeld tot een administratieve boete. In februari 1892 was hij een van de oprichters van L'Espérance, een mutualiteit voor wederzijdse bijstand en socialistische propagandakring in Baume. Daarenboven zetelde hij van 1890 tot 1892 in het federaal comité van de BWP-federatie van de Centre, die na de invoering van het algemeen meervoudig stemrecht voor mannen in 1893 werd ontbonden. De lokale afdelingen van die federatie voegden zich vervolgens bij de regionale federaties van hun arrondissement. Rousseau was daarna betrokken bij de oprichting van een federatie van de Belgische Werkliedenpartij in het arrondissement Thuin, waarvan hij de leiding op zich nam. 
In 1911 werd hij verkozen tot gemeenteraadslid van Haine-Saint-Paul en werd hij er schepen bevoegd voor Financiën. Drie jaar later, in 1914, werd Rousseau verkozen als provincieraadslid van Henegouwen. Bij de verkiezingen van 16 november 1919, de eerste die verliepen onder het algemeen enkelvoudig stemrecht, werd Rousseau gekozen als socialistisch volksvertegenwoordiger voor het arrondissement Thuin. Hij legde de eed af tijdens de installatievergadering van 10 december 1919, maar werd al op 17 december vervangen door eerste opvolger Elie Hainaut. Zijn ontslag uit de Kamer was te wijten aan meningsverschillen met zijn partij en vooral een penibele ziekte die hij met zich meedroeg. Hij overleed in augustus 1922 aan deze ziekte.

## Publicaties
- La coopération socialiste et ses avantages, Gent, 1902.
- L'Œuvre d'une classe. Histoire documentaire de la Société coopérative des Ouvriers du Centre au Progrès de Jolimont, Gent, 1911.